# Heretsried
Heretsried es un municipio alemán, ubicado en el distrito de Augsburgo en la región administrativa de Suabia, en el Estado federado de Baviera. Se encuentra a unos 15 km al noroeste de Augsburgo.